# Kanzel (St. Peter und Paul, Sielenbach)

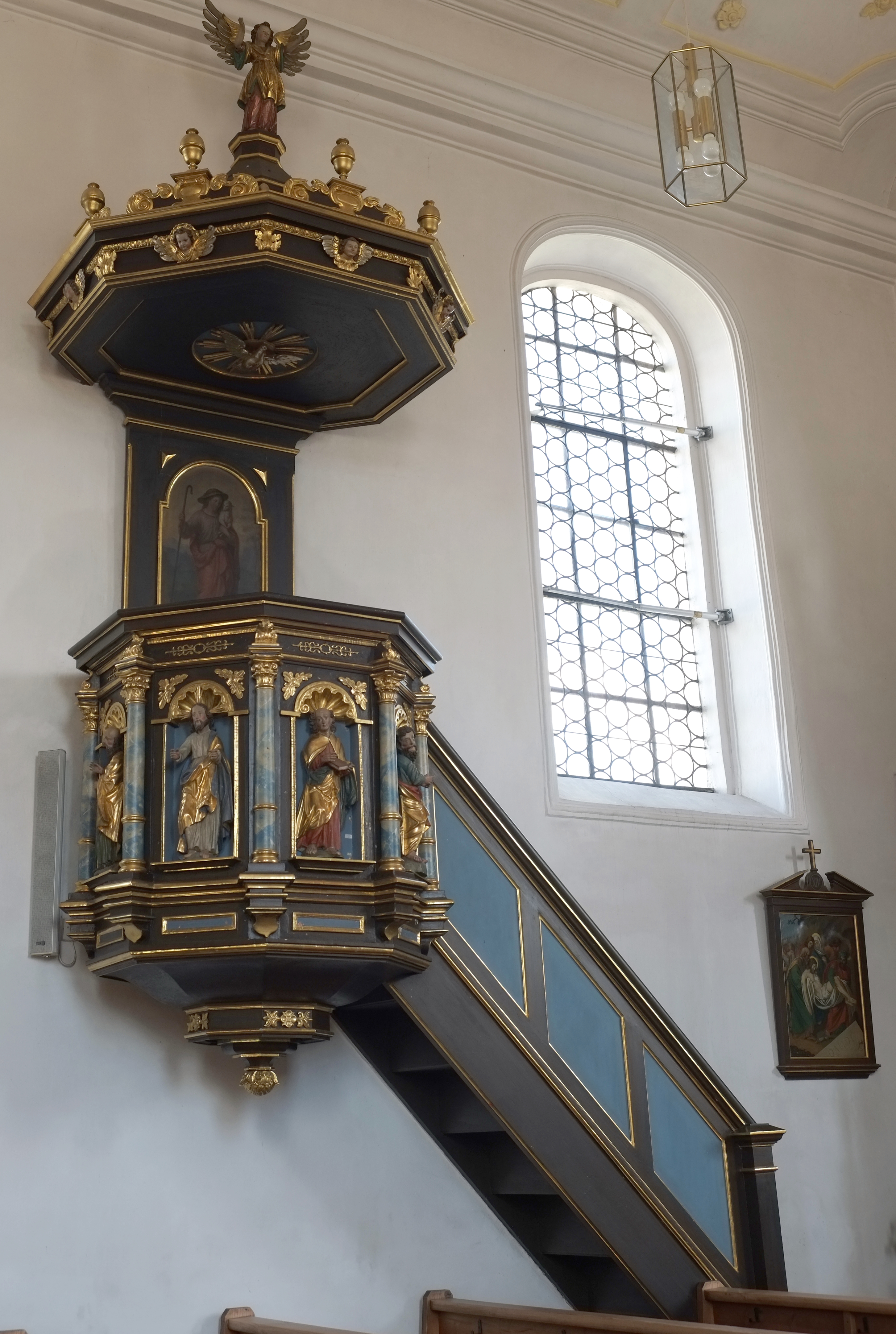
Kanzel in Sielenbach

Die Kanzel in der katholischen Pfarrkirche St. Peter und Paul in Sielenbach, einer Gemeinde im Landkreis Aichach-Friedberg im bayerischen Regierungsbezirk Schwaben, wurde um 1730 geschaffen. Die Kanzel ist ein Teil der als Baudenkmal geschützten Kirchenausstattung.
Die hölzerne Kanzel im Stil des Barocks ist am Kanzelkorb mit den Statuetten des Salvator mundi und dreier Apostel oder Evangelisten geschmückt. Zwischen den Figurennischen stehen Säulen mit korinthischen Kapitellen.
Auf dem achteckigen Schalldeckel mit Gesims, der im Jahr 1889 von Joseph Hieber gefertigt wurde, stehen Vasen und eine Engelsfigur, an der Unterseite ist eine Heiliggeisttaube zu sehen.
Die Rückwand ist mit einem Gemälde des Guten Hirten geschmückt.